# 白 (俳優)
白（はく、1986年12月17日 - ）は、日本の俳優、舞踊家（女形、男舞）、和太鼓奏者。本名は松本和義。身長165cm、体重56kg、血液型はA型。